# Scoparia manifestella
Scoparia manifestella là một loài bướm đêm trong họ Crambidae.